# Prostemmatinae
Prostemmatinae (лат.) — подсемейство полужесткокрылых из семейства клопов-охотников.

## Описание
Клопы с удлинённым телом и обычно с блестящими покровами. Иногда у представителей рода Phorticus тело матовое. Глаза расположены около заднего края головы. Простые глазки обычно имеются. Хоботок толстый и как правило сильно изогнутый. По бокам щитка имеются от 1-7 пар трихоботрий. Бёдра передних ног сильно утолщены.

## Экология
Встречаются на поверхности почвы в лесной подстилке и под камнями. Зимуют на стадии имаго. Для представителей подсемейства характерно избирательное питание клопами других семейств, включая Lygaeidae и Rhyparochromidae.

## Классификация
В современной фауне насчитывается по разным оценкам 120—150 видов из 5 родов и двух триб.
- триба Phorticini Kerzhner, 1971
  - Phorticus Stål, 1860
  - Rhamphocoris Kirkaldy, 1901
- триба Prostemmatini Reuter, 1890
  - Alloeorhynchus  Fieber, 1860
  - Pagasa Stål, 1862
  - Prostemma Laporte, 1832

## Палеонтология
В бирманском янтаре мелового периода (150—130 млн лет) обнаружен вид Cretanazgul camillei, отнесённый к подсемейству Prostemmatinae.

## Кариотип
Набор хромосом описан у двух видов Pagasa fusca и  Prostemma guttula. Он насчитывает 28 хромосом.

## Распространение
Встречаются по всему земному шару, за исключением севера и крайнего юга. Наибольшее разнообразие отмечено в тропиках, но при этом избегают зоны пустынь и высокогорий.